# EWI
O EWI, acrônimo em inglês de Electronic Wind Instrument, ou Instrumento Eletrônico de Sopro, é um instrumento musical eletrônico desenvolvido pela Akai Electronic Musical Instruments Corporation of Japan.
Os primeiros modelos consistiam em duas partes: um controlador de sopro (wind controller) e um sintetizador. O atual modelo, EWI 4000S, combina as duas partes em um, colocando o sintetizador na seção inferior do controlador. Ele usa o sistema de digitação Boehm e foi projetado para ser semelhante em ação a um saxofone soprano, embora clarinetistas não devam ter nenhum problema de adaptação à digitação. Como um saxofone soprano, ele é reto, e é empunhado em frente ao corpo com o auxílio de uma um correia presa ao pescoço.
Os principais fabricantes de controladores de sopro são Akai e Yamaha. Modelos disponíveis incluem o AKAI-EWI3020, AKAI-EWI4000s, Yamaha WX-5, Yamaha WX-11, e Yamaha WX-7. Há também um controlador destinado a músicos que tocam em instrumentos de metal, como o trompete, chamado EVI, acrônimo para Electric Valve Instrument, ou Instrumeno Eletrônico de Válvulas. O Akai EWI4000S EVI tem um modo especial que permite a músicos de instrumentos de metais tocar o EWI. Há também outros EWIs experimentais com desenhos diferentes.
A parte controladora de sopro do EWI tem uma boquilha com sensores de pressão do ar (controle de volume) e pressão do lábio (vibrato). As chaves do EWI não se movem, mas funcionam através de condutividade, sentindo o posicionamento dos dedos por corrente elétrica; isso permite tocar muito rápido. A oitava é determinada por um conjunto de rolos operado pelo polegar esquerdo. O controlador de sopro é usado para controlar um sintetizador. Alguns EWIs têm de ser ligados a um módulo sintetizador específico, e alguns têm saída direta para a interface MIDI.
Embora seja geralmente associado com jazz / fusion e, mais recentemente, com a música New Age, o EWI é um instrumento musicalmente versátil. O sensor de pressão do ar permite uma grande gama dinâmica, especialmente em combinação com um sintetizador analógico. Gama tonal também é grande, geralmente estendendo oito oitavas.

## Instrumentistas

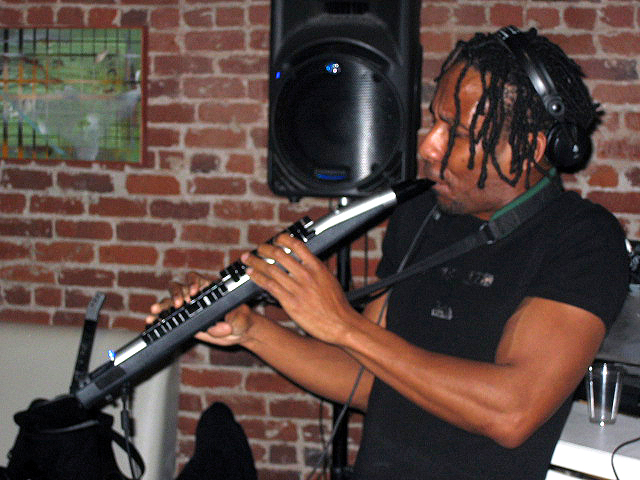
O músico Onyx Ashanti, de San Francisco, tocando em um Yamaha WX5

Os nomes dos instrumentistas mais renomados que tocam EWI incluem Bob Mintzer, Michael Brecker, Steve Tavaglione, Scott Harris, Jay Beckenstein de Spyro Gyra, Jeff Kashiwa e Ryan Luis. Brecker, em particular, utilizava o EWI tanto como instrumentista solo quanto em conjunto com grupos como Steps Ahead, Paul Simon's Band. Steve Tavaglione é outro famoso músico que utiliza EWI em seus álbuns de jazz, mas é mais conhecido pelo seu trabalho em trilhas sonoras de TV e de filmes. Seu EWI pode ser ouvido em programas de TV como CSI: NY e filmes incluindo Procurando Nemo, Onze Homens e Um Segredo e Doze Homens e Um Segredo.
Desde finais da década de 1980 o EWI tem se tornando conhecido pelos fãs da banda de Fusion Japonês (J-Fusion) T-SQUARE que o utilizava como um dos instrumentos principais. Todos os três saxofonistas da banda também tocavam EWI. A T-SQUARE tem incluído duas ou três novas composições para EWI em cada um de seus álbuns.
No começo o EWI era mais conhecido no japão do que nos Estados Unidos. Mas o instrumento está lentamente se tornando mais popular na América.